# Thule

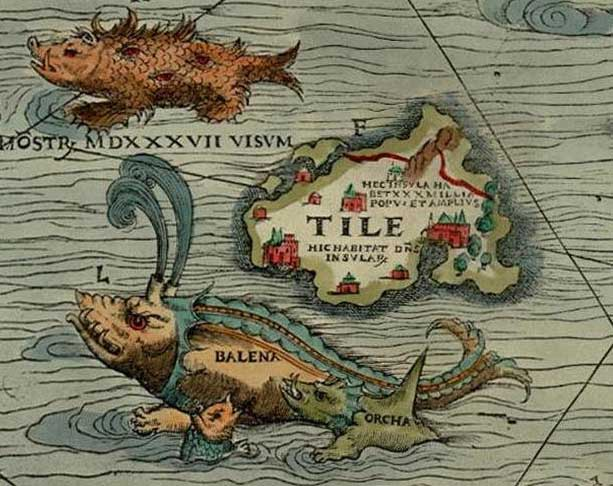
Thule (zde jako Tile) na Cartě marině, zhotovené Olaem Magnem

Thule nebo správněji Thúlé (řecky původně Θούλη nebo Θυλη, v přepisech latinkou též Thula, Thyle, Thile, Thila, Tile, Tila, Tilla, Tyle, Tyli) je záhadný severský ostrov popsaný původně řeckým cestovatelem Pýtheem z Massilie ve 4. století př. n. l. a později opředený řadou dohadů a pověstí.
Výrazu ultima Thule (latinsky „nejzazší Thule") se ve středověkých geografiích užívalo jako označení pro místo, které leží na samém okraji našeho světa, nebo dokonce za ním.

## Pýtheova Thúlé
Kolem roku 325 př. n. l. podnikl Pýtheás z Massilie cestu do severnějších částí Evropy, chtěje navštívit a prozkoumat naleziště cínu a jantaru. O své cestě sepsal knihu O Oceánu (Peri tú Ókeanú), která se nám však nedochovala. Máme o ní jen přibližnou představu z citátů a odvolávek v dílech pozdějších antických autorů (Diodora Sicilského, Strabóna, Plinia Staršího, Gemina a Pomponia Mely).
Pýtheás podle dochovaných zpráv nejprve navštívil cínové doly v Cornwallu a po souši procestoval „dostupnou" část Británie. Poté se vydal po moři na sever a doplul do Thúlé. O ní tvrdí:
- Thúlé je vzdálena šest dní plavby od Británie.
- Na Thúlé se připravuje nápoj z medu a chleba.
- Na Thúlé jsou lidé živi ze zrna, zeleniny, kořínků a lesních plodů.
- Na Thúlé se obilí z důvodu špatného počasí mlátí v domech.
- Na Thúlé jsou bílé noci, slunce zapadá jen nakrátko a jen trochu se sešeří.

Strabón dále zmiňuje, že podle výpočtů Eratosthenových leží Thúlé na zeměpisné šířce přibližně 10500 stadií (tedy asi 1650 km) severně od ústí řeky Borysthenés (Dněpr), a Plinius dodává, že na Thúlé se jezdí z blízkého a poměrně velkého ostrova Berrice a že další ostrovy v okolí nesou jména Scandia, Dumna a Berg.

## Thúlé jako zeměpisný objekt
Podle Pýtheových údajů se mnozí pokoušeli a dodnes pokoušejí lokalizovat Thúlé přesněji. Jako možné lokace se v různých pramenech uvádějí Island, pobřeží Skandinávie, norský ostrov Hitra, některý z Faerských nebo Shetlandských ostrovů, estonský ostrov Saaremaa nebo jiný z baltských ostrovů, případně též některý úsek baltského pobřeží. 

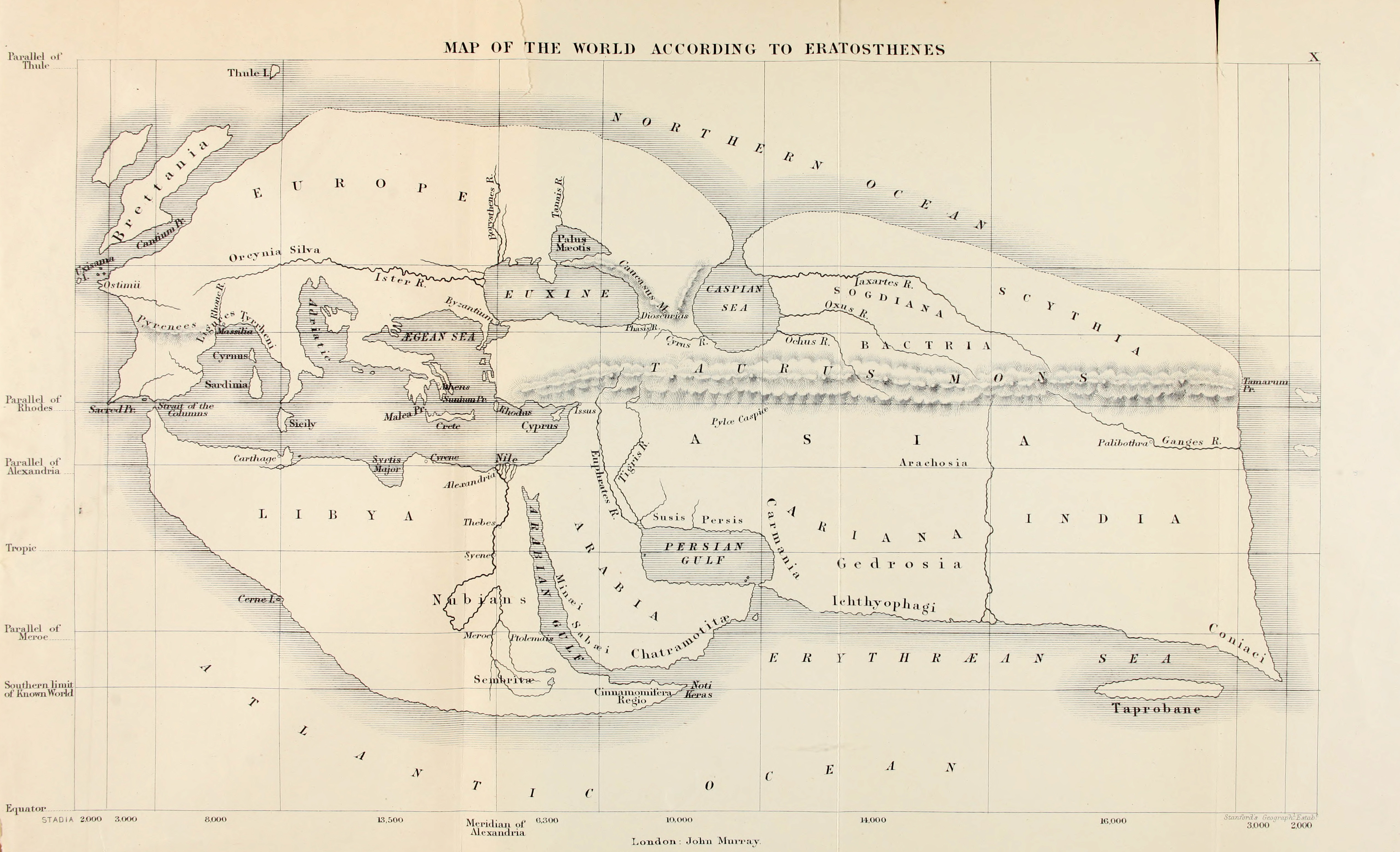
Ostrov Thule na Eratosthenově mapě z přelomu 2. a 3. století př. n. l. (rekonstrukce mapy, provedená v 19. století)

Protože dostupné údaje jsou skutečně velmi kusé, a navíc je možno libovolný z nich zpochybnit, nedá se otázka po zeměpisném určení Thúlé zodpovědět jednoznačně.
V 6. století hovoří o ostrově Thúlé Prokopios z Kaisareje a jeho popis nejspíše nasvědčuje Grónsku, nebo při zpochybnění údaje o velikosti ostrova též Islandu. Beda Ctihodný a Adam Brémský označují jménem Thule téměř jednoznačně Island a zcela jednoznačně v tomto smyslu mluví o Thule neznámý autor anglické básně Thule z přelomu 16. a 17. století. Je však pravděpodobné, že žádný z těchto autorů nenavazuje na Pýthea nebo starší antickou tradici, nýbrž že se tu jedná o nové užití starého jména Thule.
V novější době byla Thule pojmenována severní provincie Grónska, dnes nesoucí inuitské jméno Avannaa a dánské jméno Nordgrønland, tedy Severní Grónsko; podle tehdejšího jména provincie byla roku 1953 pojmenována letecká základna Thule (Thule Air Base), základna leteckých sil USA poblíž Qaanaaqu. Jméno Jižní Thule nese neobydlená skupina tří nejjižnějších ostrovů z Jižních Sandwichových ostrovů.
Thúlé se už v pozdní antice stala příslovečnou coby nejodlehlejší z lidmi obývaných krajů, ba coby kraj, který možná ani neexistuje. Pojem ultima Thule („nejzazší Thule") měl význam podobný českému výrazu „kraj světa".

## Thule jako esoterický pojem
Mlhavost antických údajů o poloze ostrova, nemožnost jeho jednoznačné identifikace i používání jeho jména jako synonyma pro samotné hranice tohoto světa napomohly k tomu, že Thule začala být občas pojímána jako transcendentní jsoucno, jako mytický archetyp, jako obraz vnitřní, duchovní skutečnosti. Objevily se též spekulace o tom, že ostrov v době Pýtheově existoval, ale později zanikl nebo byl nějakým záhadným způsobem skryt, podobně jako Atlantis nebo Avalon.
V souvislosti nacistické esoteriky byla Thule chápána jako místo, odkud vzešla árijská rasa, resp. její kultura.

## Ohlasy v dnešní kultuře
Vzdálenost a nedosažitelnost Thule, její tajuplnost i dosavadní kontexty používání jmen Thule a Ultima Thule vedly řadu tvůrců k využití tohoto pojmenování:
- Thule je jméno jedné z planet ve filmové sérii Star Wars.
- Princezna z Thule je román skotského spisovatele Williama Blacka. Román je pojmenován podle hlavní hrdinky, Sheily Mackenzie, hebridské princezny.
- Román Děti matky Země nizozemské spisovatelky They Beckmanové se odehrává v Grónsku šest století po třetí světové válce. Tamní obyvatelé nazývají svou zemi Thule.
- Starfire Burning Upon the Ice-Veiled Throne of Ultima Thule je název druhého studiového alba britské blackmetalové kapely Bal-Sagoth[1]
- Ultima Thule je jméno švédské rockové skupiny.
- Ultima Thule je jméno estonské rockové skupiny.
- Ultima Thule je jméno sady skleněného nádobí finského designéra Tapia Wirkkaly.
- Ultima Thule se jmenuje jedno album polské punkrockové skupiny Armia
- Ultima Thule je název básnické sbírky amerického spisovatele Davise McCombse.
- Ultima Thule (ve francouzském originálu "Ultima Thuleé") je název prvního alba francouzské black metalové skupiny Blut aus Nord.

- Ultima Thule je název povídky polského spisovatele Stefana Grabińskiho a zároveň její filmové adaptace, která vznikla v Německu roku 2002 v režii Holgera Mandela
- Německá společnost Thule založená v roce 1918 šlechticem Rudolfem von Sebottendorffem, která údajně svou filosofií a zájmem o historii a symboliku dala inspiraci budoucí nacistické straně vzniklé 5. ledna 1919.
- Thulêan mysteries je název alba norské black metalové skupiny Burzum.